# Agnès Marquès i Pujolar
Agnès Marqués y Pujolar (Palma, 1979) es una periodista española. Desde septiembre de 2017 es la presentadora del programa No ho sé, de RAC 1.
Estudió periodismo en la Universitat Ramon Llull y se inició en el mundo del periodismo en la radio local de Llavaneres y, de forma voluntaria, en Ràdio Estel . Mientras estudiaba también trabajó en los programas Els matins amb Josep Cuní de COM Radio y No ho diguis a ningú , de Catalunya Ràdio, e hizo prácticas en Radio 4. Pasó a ser redactora y presentadora de informativos de Catalunya Ràdio. Después, entraría a Onda Rambla  como redactora de informativos y a Telecinco y, más adelante, dirigiría y presentaría el informativo A mitjanit  de Radio 4. Fue redactora del programa de Televisión de Cataluña 180 graus, dirigido y presentado por Àngels Barceló, y de 2006 a 2007 fue presentadora del 3/24.
Presentó el Telenotícies cap de setmana, durante siete años con Joan Carles Peris y, desde enero de 2014, con Ramon Pellicer. En 2011 presentó el programa de las campanadas de TV3. El 27 de mayo de 2012 presentó junto con Antoni Bassas  la Marató de TV3 per la pobresa, con motivo de la cual narró el documental Voluntaris, sobre el voluntariado en Cataluña. En 2014 codirigió y presentar la serie Vincles, donde establecía un diálogo entre personas con riesgo de exclusión y voluntarios de entidades sociales.
En 2015 también fue una de las presentadoras de los programas especiales sobre las elecciones en el Parlamento de Cataluña y las elecciones generales españolas. En 2016 estrenó al 33 el programa La gent normal para luchar contra los tabúes. Paralelamente, es profesora de periodismo de la Facultad de Comunicación-Blanquerna de la Universitat Ramon Llull. Desde septiembre de 2017, es la directora del programa No ho sé de RAC 1, sustituyendo Joan Maria Pou.
En la primavera de 2018 publicó el libro Els guapos són els raros.
Entre los premios y reconocimientos recibidos, destaca el premio del Consejo de Bienestar Social a los Medios de comunicación en la categoría de Televisión.